# 정영삼
정영삼(1984년 4월 21일 ~ )은 대한민국의 전 농구 선수이며,현재 SPOTV 농구해설위원이다.
2019년 10월 29일 KBL 35번째로 500경기
출장에 인천연고지 첫번째로 500경기를 달성했다.

## 은퇴
2021-2022 시즌 종료 후 FA가 풀려났지만,15년간의 선수생활을 마치고 은퇴를 선언하였다.2022-2023 시즌 홈 개막전에서 은퇴식을 개최할 예정이다.

## 은퇴 후
인천에서 스컬트레이닝 센터를 운영중이라고 한다.

## 출신 학교
- 대구대성초등학교
- 계성중학교
- 계성고등학교 (대구)
- 건국대학교 학사